# عمر سلیمان (سیاستمدار)
عمر سلیمان سیاست‌مدار و ژنرال مصری بود که در ۲۹ ژانویه ۲۰۱۱ توسط حسنی مبارک به سمت معاون رئیس‌جمهور مصر منصوب شد. وی از ۲۲ ژانویه ۱۹۹۳ تا ۳۱ ژانویه ۲۰۱۱ میلادی، ریاست سازمان امنیت ملی مصر را برعهده داشت. وی هم‌چنین یکی از اعضای «شورای عالی نیروهای مسلح مصر» بود. وی در ۱۹ ژوئیه ۲۰۱۲ در بیمارستانی در کلیولند، آمریکا درگذشت.
عمر سلیمان از سال ۱۹۶۲ تا ۱۹۷۰، از سوی ارتش مصر در جنگ داخلی شمال یمن شرکت داشت. وی هم‌چنین در جنگ شش روزه و جنگ یوم کیپور با ارتش اسرائیل جنگید.
او در سال ۱۹۹۱، به عنوان رئیس سازمان ضداطلاعات ارتش مصر انتخاب شد. سپس او در سال ۱۹۹۳، به سمت رئیس سازمان امنیت ملی مصر منصوب شد.
وی دانش‌آموخته آکادمی نظامی فرونز، در مسکو و دانشگاه قاهره است.
- عضو شورای عالی نیروهای مسلح مصر
- رئیس سازمان امنیت ملی مصر
- رئیس سازمان ضداطلاعات ارتش مصر